# Trận Westport
Trận Westport, thỉnh thoảng được gọi là "Gettysburg của miền Tây," đã diễn ra vào ngày 23 tháng 10 năm 1864 tại Kansas City, Missouri ngày nay, trong cuộc Nội chiến Hoa Kỳ. Lực lượng Liên bang miền Bắc do Thiếu tướng Samuel R. Curtis chỉ huy đã giành thắng lợi quyết định trước một lực lượng Liên minh miền Nam bị áp đảo về quân số do Thiếu tướng Sterling Price chỉ huy, gần như là tiêu diệt binh đoàn của Price. Cuộc giao tranh này là bước ngoặt của cuộc viễn chinh Missouri của Price, buộc binh đoàn của ông ta phải rút chạy về Arkansas và chấm dứt chiến dịch quan trọng cuối cùng của quân miền Nam về hướng Tây sông Mississippi. Đây cũng là một trong những trận đánh lớn đã diễn ra ở khu vực, với quân số tham chiến lên đến hơn 3 vạn người.
Chiến thắng Westport của quân miền Bắc đã chấm dứt sự kháng cự có tổ chức của quân miền Nam tại Missouri, mặc dù chiến tranh du kích hãy còn tiếp diễn.